# رينغو شينا
رينغو شينا (باليابانية: 椎名林檎) (و. 1978 – م) هي موسيقية، ومغنية مؤلفة، وملحنة، ومنتجة أسطوانات، من اليابان، ولدت في فوكوكا، فوكوكا.

## وصلات خارجية
- رينغو شينا على موقع IMDb (الإنجليزية)
- رينغو شينا على موقع ميوزك برينز (الإنجليزية)
- رينغو شينا على موقع أول ميوزيك (الإنجليزية)
- رينغو شينا على موقع ديسكوغز (الإنجليزية)
- رينغو شينا على موقع قاعدة بيانات الفيلم (الإنجليزية)